# Dallas (Wisconsin)
Dallas – wieś w stanie Wisconsin w hrabstwie Barron w Stanach Zjednoczonych.
- Powierzchnia: 3,9 km²
- Ludność: 356 (2000)